# Lofty Fake Anagram
| Recensione | Giudizio |
| ---------- | -------- |
| AllMusic   |          |

Lofty Fake Anagram è un album a nome The Gary Burton Quartet, pubblicato dalla casa discografica RCA Victor Records nel febbraio del 1968.

## Tracce

### LP
Lato A
1. June the 15, 1967 – 4:50 (Mike Gibbs) – Registrato il 16 agosto 1967
2. Feelings and Things – 4:05 (Mike Gibbs) – Registrato il 17 agosto 1967
3. Fleurette Africaine – 3:36 (Duke Ellington) – Registrato il 17 agosto 1967
4. I'm Your Pal – 3:03 (Steve Swallow) – Registrato il 16 agosto 1967
5. Lines – 3:10 (Gary Burton) – Registrato il 15 agosto 1967

Lato B
1. The Beach – 3:41 (Gary Burton) – Registrato il 17 agosto 1967
2. Mother of the Dead Man – 4:37 (Carla Bley) – Registrato il 15 agosto 1967
3. Good Citizen Swallow – 5:34 (Gary Burton) – Registrato il 15 agosto 1967
4. General Mojo Cuts Up – 4:36 (Steve Swallow) – Registrato il 16 agosto 1967

## Formazione
- Gary Burton – vibrafono
- Larry Coryell – chitarra
- Steve Swallow – contrabbasso
- Bob Moses – batteria

Note aggiuntive
- Brad McCuen e Darol Rice – produttori
- Registrazioni effettuate al RCA Victor's Music Center of the World di Hollywood, California
- Ray Hall e Richie Schmitt – ingegneri delle registrazioni
- Ray Hall – ingegnere mastering
- Fred Seligo – foto (fronte e retrocopertina) album originale[3]